# 潘真 (明朝宦官)
潘真（1468年—1527年），字克诚，别号实菴，湖广会同人，明孝宗时期的御马监太监、明世宗时期的南京司礼监太监。死后由南京兵部尚书张邦奇为他撰写墓志铭。

## 生平
成化二年（1466年年），出生。
成化九年（1473年），入侍乾清宫。
弘治年间，升任御马监太监。
正德元年（1506年），署理丙字库的事务。
正德三年（1508年），奉命监督临清的仓储。
正德十三年（1518年），奉命提督太岳太和山，兼分守荆湖、陕、洛三边地方。
嘉靖三年（1524年），被任命为湖南镇守太监。
嘉靖十年（1531年），奉召还京，中途得病，留南京调养。
嘉靖十三年（1534年），奉命守备南京，为内官监太监，后改任司礼监太监。
嘉靖二十二年（1543年），去世，享年78岁。

## 亲属
- 潘全辅（父）
- 宋氏（母）
- 潘阿保（兄）
- 潘永福（从子）
- 潘永寿（从子）
- 潘永康（从子）
- 潘永宁（从子）